# Gaj Avgust Oktavijan
Gáj Avgúst Oktaviján (latinsko Gaius Iulius Caesar Octavianus Augustus), rimski politik in prvi rimski cesar, * 63 pr. n. št., † 14 n. št.
Svojo kariero je pričel z rojstnim imenom Gaj Oktavij pod pokroviteljstvom svojega prastrica Julija Cezarja, ki je Oktavija posinovil pod imenom Oktavijan. Potem ko so republikanski zarotniki leta 44 pr. n. št. Cezarja umorili, je Oktavijan podedoval tri četrtine njegovega premoženja in tako postal eden od najbogatejših Rimljanov in eden vodilnih politikov svojega časa. Ustanovil je svojo zasebno vojsko in se naslednje leto zapletel v krajši spopad z Markom Antonijem, še enim Cezarjevim naslednikom. Še istega leta sta sklenila premirje, nakar so Oktavijan, Mark Antonij in Emilij Lepid ustanovili drugi triumvirat ter sklenili maščevati Cezarjevo smrt. 
Republikanci so bili dokončno poraženi pri Filipih, Oktavijan pa pri zmagi ni imel večjih zaslug, saj je pred bitko zbolel in se kot poveljnik slabo odrezal. Ko so si triumviri po zmagi razdelili državo, se je tako moral zadovoljiti z bolj revnejšim zahodnim delom. Mark Antonij je prejel najbogatejši vzhodni del. Napetosti med Oktavijanom in Markom Antonijem, ki se je ljubezensko in politično združil z vladarico Egipta Kleopatro, so 32 pr. št. prerasle v državljansko vojno, ki se je 30 pr. n. št. zaključila z Oktavijanovo zmago, samomoroma Marka Antonija in Kleopatre ter priključitvijo Egipta rimski državi. 
Po zmagi je Oktavijan postal najmočnejši in najbogatejši Rimljan brez kakršnihkoli tekmecev. V strahu pred nadaljnjimi državljanskimi vojnami mu je senat dovolil prevzemati vse večja pooblastila, ljudstvo pa mu je bilo zelo naklonjeno. 27 pr. n. št. je Oktavijan prevzel naslov Avgust (Augustus, "Vzvišeni") in prejel nekatera dodatna pooblastila, s čimer je postal prvi rimski cesar.
Avgust je z obsežnimi reformami dokončno preobrazil propadlo republikansko ureditev v principat, cesarsko ureditev, ki se je ohranila vse do leta 284. Njegova vladavina predstavlja dobo kulturnega ter umetniškega razcveta in pa začetek Pax Romana, več kot stoletnega obdobja blagostanja v rimski državi. Bil je začetnik Julijsko-klavdijske dinastije.

## Imena in nazivi
- Njegovo rojstno ime je bilo Gaj Oktavij Turin (Gaius Octavius Thurinus).
- Potem ko ga je Julij Cezar 44 pr. n. št. posinovil, je postalo njegovo uradno ime Gaj Julij Cezar Oktavijan (Gaius Iulius Caesar Octavianus), vendar je to poimenovanje uporabljal zelo redko, ker je spominjalo na imena, ki so jih prejemali sužnji po osvoboditvi. Ime Oktavijan se uporablja le v današnjem zgodovinopisju, njegovi sodobniki so ga imenovali preprosto Cezar.
- Po pričetku gradnje Templja Božanskega Julija se je preimenoval v Gaius Iulius Caesar Divi Filius (Gaj Julij Cezar, sin Božanskega).
- 38 pr. n. št. je njegovo uradno ime postalo Imperator Caesar Divi Filius ("Imperator Cezar, sin Božanskega").
- 16. januarja 27 pr. n. št. je prejel naslov Avgust (Augustus), ki se za obdobje od tega dne naprej uporablja tudi v zgodovinopisju. Tako je bilo njegovo polno ime Imperator Caesar Divi Filius Augustus ("Imperator Cezar, sin Božanskega, Vzvišeni").

## Mladost
Oktavij se je rodil leta 63 pr. n. št. očetu Gaju Oktaviju in materi Aciji Balbi Cezoniji, nečakinji Julija Cezarja. Njegov oče je umrl že 59 pr. n. št. Oktavijev prvi javni nastop je bil žalni govor ob smrti svoje stare matere Julije Mlajše leta 52 pr. n. št. 
48 pr. n. št. je Oktavij postal polnoleten. Od 46 pr. n. št. se je močno zbližal z Julijem Cezarjem, ki ga je vzel pod svoje okrilje, ga poučeval in mu podeljeval častne položaje. V letih 46–45 pr. n. št. se je zadrževal v Hispaniji pri Cezarju, ki se je tam boril proti privržencem Gneja Pompeja. Po vrnitvi je Cezar Oktavija v oporoki posinovil in ga imenoval za naslednika treh četrtin svojega premoženja.

## Cezarjeva smrt
| Antonij Lepid Oktavijan Triumvirji skupaj | Sekst Pompej Brut in Kasij Rimska odvisna kraljestva Ptolemajski Egipt |

Julija Cezarja so 15. marca 44 pr. n. št. umorili republikanski zarotniki. Po zmagi pri Filipih so si državniki razdelili cesarstvo: Lepid je dobil najmanjši del – provinco Afriko (sever Afrike). Bila je lepa in bogata, a najmanjša, poleg tega pa je dobil tudi zelo majhno vojsko, zato je kasneje stopil tudi na Oktavijanovo stran, kar se mu je obrestovalo. Oktavijan je dobil zahodni del (današnja Španija, Portugalska), Transalpsko Galijo, Apeninski polotok z otoki), Antonij pa preostali vzhodni del imperija, kamor je štela tudi Grčija z Makedonijo. Cezarjev sin Cezarion, sin Kleopatre, je izpadel iz boja za premoženje, saj je pravno veljal za tujca.
Antonij je hotel maščevati Krasovo smrt z napadom na Partsko cesarstvo, vendar je bil katastrofalno poražen. Kljub temu je za Rimljane dosegel določene ugodnosti, na primer rimski vpliv v Armeniji. Odšel je v Egipt, kjer se je povezal s Kleopatro in postal skrbnik Cezariona, kar je v Rimu zbudilo nemir. Obtožili so ga, da je mehkužen (baje je tudi v resnici rad lenaril) in da hoče premakniti sedež Rima v Egipt, natančneje v Aleksandrijo. To je izkoristil Oktavijan, ki je bival v Rimu. Nastopal je v javnosti (pri tem se je oblačil v oklep), 34-33 pr. n. št. je prav tako zasedel nova ozemlja, Balkan do Donave, med drugim tudi ozemlje današnje Slovenije (prav v letu njegove smrti se je začela gradnja obzidja Emone) in si s tem pridobival naklonjenost množic.
Obračun z Antonijem se je zgodil leta 31 pr. n. št., saj je Oktavijan menil, da lahko vlada samo eden. Bitka pri Akciju je potekala na morju, pri obmorskem kraju Akcij. Antonij je svoji vojski poveljeval osebno, medtem ko je Oktavijan bitko zaradi talasofobije (straha pred morjem) spremljal z obale. Tudi Kleopatra je pripeljala svojo vojsko in čakala na razplet. Antonij je izgubljal in zato vojake pustil na cedilu ter s Kleopatro pobegnil v Egipt. Oktavijan je slavil veliko zmago.
Oktavijanova vojska je peš tedne prodirala po Egiptu, Antonijeva se mu je pridružila. Antonij in Kleopatra sta 30 pr. n. št. naredila samomor. S Kleopatro so izumrli Ptolemejci, Egipt pa je postal rimska provinca, s čimer se je končala državljanska vojna. Po starem izročilu, naj bi cesar Avgust mesec Kleopatrine smrti poimenoval po sebi (avgust), vendar si je to zgodbo v resnici izmislil Johannes de Sacrobosco, učenjak iz 13. stoletja.

## Oktavijanovo obdobje – Čas rimskega cesarstva
Oktavijan je do leta 28 pr. n. št. uredil razmere v državi. V spomin na umrlega prastrica si je izbral ime Caesar in naziv princeps, (prvi med enakimi), s čimer je zadovoljil senatorje. Prav tako je senat povečal na 1000 članov in postal princeps senatus. Senat je tako postal kooperativen z njim. Tako se je začelo prvo obdobje rimskega cesarstva, ki se imenuje principat, trajalo pa je do leta 284 n. št. Oktavijan je dobil tudi častni naziv Avgust(us), kar pomeni »vzvišeni«. Ko je Lepid prestopil na Oktavijanovo stran, je postal pontifex maximus  (l.12) – vrhovni svečenik. Po Lepidovi smrti je ta naziv dobil Oktavijan. Bil je tudi imperator – vrhovni poveljnik vojske.
Province je razdelil na cesarske in senatne: senatne so lahko upravljali senatorji, s cesarskimi pa je upravljal sam. Egipt je bil še vse do Dioklecijana pod osebno upravo cesarja prek guvernerja.
Avgust je poskušal cesarstvo ohraniti v miru – iz njegovega obdobja izvira izraz Pax Romana, ki pomeni mir pod okriljem Rimskega imperija – državljani so mu zato zelo hvaležni. Državne meje so zaradi dobrega varovanja legij bile varne, predvsem pred Germani z druge strani Rena. Avgust je ustvaril tudi elitno enoto, pretorijance, ki je nadzorovala Apeninski polotok, izbranci so varovali tudi cesarja. Vse do 2. stoletja so jih novačili le med državljani matične rimske države.

## Vojna z Germani in smrt
Proti koncu življenja se je Avgust zapletel v vojno z Germani. Poskušal je zasesti ozemlje današnje Nemčije med Renom in Labo, a je Avgust izbral slabega generala, Publija Kvintila Vara, prokuratorja province Gornje Germanije, ki je bil leta 9 poražen v bitki v Tevtoburškem gozdu. V bitki so bile uničene tri rimske legije, rešilo se je le nekaj sto legionarjev.
Ko so cesarju povedali novico o porazu, je domnevno zblaznel in vpil »Var, vrni mi moje legije!« 
Avgust je umrl leta 14 n. št., star sedemdeset let, brez potomcev. Pred smrtjo se je ukvarjal z umetnostjo, podpiral je Vergila in ga prosil, naj spesni tretji antični ep (menil je, da je to pesnikovo poslanstvo). Tako je nastala Eneida.

### Rodovnik
|  |                                                           |  |  |  |  |  |  |  |  |  |  |  |  |  |  |  |
|  | Gaius Octavius                                            |  |  |  |  |  |  |  |  |  |  |  |  |  |  |  |
|  |                                                           |  |  |  |  |  |  |  |  |  |  |  |  |  |  |  |
|  |                                                           |  |  |  |  |  |  |  |  |  |  |  |  |  |  |  |
|  | Gaius Octavius, magistrat                                 |  |  |  |  |  |  |  |  |  |  |  |  |  |  |  |
|  |                                                           |  |  |  |  |  |  |  |  |  |  |  |  |  |  |  |
|  |                                                           |  |  |  |  |  |  |  |  |  |  |  |  |  |  |  |
|  | Gaius Octavius                                            |  |  |  |  |  |  |  |  |  |  |  |  |  |  |  |
|  |                                                           |  |  |  |  |  |  |  |  |  |  |  |  |  |  |  |
|  |                                                           |  |  |  |  |  |  |  |  |  |  |  |  |  |  |  |
|  | Gaj Avgust Oktavijan                                      |  |  |  |  |  |  |  |  |  |  |  |  |  |  |  |
|  |                                                           |  |  |  |  |  |  |  |  |  |  |  |  |  |  |  |
|  |                                                           |  |  |  |  |  |  |  |  |  |  |  |  |  |  |  |
|  | Marcus Atius Balbus                                       |  |  |  |  |  |  |  |  |  |  |  |  |  |  |  |
|  |                                                           |  |  |  |  |  |  |  |  |  |  |  |  |  |  |  |
|  |                                                           |  |  |  |  |  |  |  |  |  |  |  |  |  |  |  |
|  | Marcus Atius                                              |  |  |  |  |  |  |  |  |  |  |  |  |  |  |  |
|  |                                                           |  |  |  |  |  |  |  |  |  |  |  |  |  |  |  |
|  |                                                           |  |  |  |  |  |  |  |  |  |  |  |  |  |  |  |
|  | Sextus Pompeius                                           |  |  |  |  |  |  |  |  |  |  |  |  |  |  |  |
|  |                                                           |  |  |  |  |  |  |  |  |  |  |  |  |  |  |  |
|  |                                                           |  |  |  |  |  |  |  |  |  |  |  |  |  |  |  |
|  | Pompeia (teta Pompeja Velikega)                           |  |  |  |  |  |  |  |  |  |  |  |  |  |  |  |
|  |                                                           |  |  |  |  |  |  |  |  |  |  |  |  |  |  |  |
|  |                                                           |  |  |  |  |  |  |  |  |  |  |  |  |  |  |  |
|  | Lucilia                                                   |  |  |  |  |  |  |  |  |  |  |  |  |  |  |  |
|  |                                                           |  |  |  |  |  |  |  |  |  |  |  |  |  |  |  |
|  |                                                           |  |  |  |  |  |  |  |  |  |  |  |  |  |  |  |
|  | Atia Balba Caesonia                                       |  |  |  |  |  |  |  |  |  |  |  |  |  |  |  |
|  |                                                           |  |  |  |  |  |  |  |  |  |  |  |  |  |  |  |
|  |                                                           |  |  |  |  |  |  |  |  |  |  |  |  |  |  |  |
|  | Gaius Julius Caesar II.                                   |  |  |  |  |  |  |  |  |  |  |  |  |  |  |  |
|  |                                                           |  |  |  |  |  |  |  |  |  |  |  |  |  |  |  |
|  |                                                           |  |  |  |  |  |  |  |  |  |  |  |  |  |  |  |
|  | Gaius Julius Caesar III., prokonzul Azije (90 pr. n. št.) |  |  |  |  |  |  |  |  |  |  |  |  |  |  |  |
|  |                                                           |  |  |  |  |  |  |  |  |  |  |  |  |  |  |  |
|  |                                                           |  |  |  |  |  |  |  |  |  |  |  |  |  |  |  |
|  | Marcia                                                    |  |  |  |  |  |  |  |  |  |  |  |  |  |  |  |
|  |                                                           |  |  |  |  |  |  |  |  |  |  |  |  |  |  |  |
|  |                                                           |  |  |  |  |  |  |  |  |  |  |  |  |  |  |  |
|  | Julia Caesaris (sestra Julija Cezarja)                    |  |  |  |  |  |  |  |  |  |  |  |  |  |  |  |
|  |                                                           |  |  |  |  |  |  |  |  |  |  |  |  |  |  |  |
|  |                                                           |  |  |  |  |  |  |  |  |  |  |  |  |  |  |  |
|  | Lucius Aurelius Cotta                                     |  |  |  |  |  |  |  |  |  |  |  |  |  |  |  |
|  |                                                           |  |  |  |  |  |  |  |  |  |  |  |  |  |  |  |
|  |                                                           |  |  |  |  |  |  |  |  |  |  |  |  |  |  |  |
|  | Aurelia Cotta                                             |  |  |  |  |  |  |  |  |  |  |  |  |  |  |  |
|  |                                                           |  |  |  |  |  |  |  |  |  |  |  |  |  |  |  |
|  |                                                           |  |  |  |  |  |  |  |  |  |  |  |  |  |  |  |
|  | Rutilia                                                   |  |  |  |  |  |  |  |  |  |  |  |  |  |  |  |
|  |                                                           |  |  |  |  |  |  |  |  |  |  |  |  |  |  |  |
|  |                                                           |  |  |  |  |  |  |  |  |  |  |  |  |  |  |  |